# میلوش کاریشیک
میلوش کاریشیک (انگلیسی: Miloš Karišik؛ زادهٔ ۷ اکتبر ۱۹۸۸) بازیکن فوتبال اهل صربستان است.
از باشگاه‌هایی که در آن بازی کرده است می‌توان به باشگاه فوتبال اسلوان لیبرتس اشاره کرد.